# Dubrowo (wiepriewskij sielsowiet, rejon wołogodzki)
Dubrowo (ros. Дуброво) – wieś w Rosji, w rejonie wołogodzkim obwodu wołogodzkiego. W 2021 r. liczyła 3 mieszkańców.